# Maxillaria angustissima
Maxillaria angustissima är en orkidéart som beskrevs av Ames, F.T.Hubb. och Charles Schweinfurth. Maxillaria angustissima ingår i släktet Maxillaria och familjen orkidéer. Inga underarter finns listade i Catalogue of Life.